# Elecciones regionales del Véneto de 2020
Las elecciones regionales del Véneto de 2020 tuvieron lugar en Véneto, Italia, el 20 y el 21 de septiembre de 2020. Originalmente estaban programadas para el 31 de mayo de 2020, pero fueron retrasadas debido a la pandemia de coronavirus en Italia.

## Sistema electoral
Para las elecciones regionales en Véneto se vota con una ley electoral de 2012 que fue parcialmente modificada en mayo de 2018. Como no está prevista una segunda vuelta, el candidato capaz de obtener incluso un voto más que los demás contendientes será elegido gobernador.
El Zaiatellum, como ha sido rebautizado, es un sistema de votación proporcional que prevé la asignación de una prima de gobernabilidad: en caso de que un candidato obtenga más del 40% de los votos, se le otorgará el 60% de los 50 escaños en total.
Para acceder a la distribución de escaños, una coalición debe superar el umbral del 5% de los votos mientras que para las listas individuales se fija en el 3%. En cuanto a los consejeros, se eliminó la restricción de dos mandatos.
Finalmente, el elector podrá realizar una votación por separado (para un candidato al cargo de Presidente del Consejo Regional y para una de las otras listas no vinculadas a él) y expresando una doble preferencia por los candidatos a consejero, quienes, sin embargo, deberán referirse a candidatos de diferente sexo de la misma lista (hombre y mujer o viceversa), bajo pena de anulación de la segunda preferencia.

## Partidos políticos o alianzas
| Partido político o alianza | Partido político o alianza                                              | Listas constituyentes                                                   | Listas constituyentes                                                   | Resultado previo | Resultado previo | Candidato          |
| Partido político o alianza | Partido político o alianza                                              | Listas constituyentes                                                   | Listas constituyentes                                                   | Votos (%)        | Escaños          | Candidato          |
| -------------------------- | ----------------------------------------------------------------------- | ----------------------------------------------------------------------- | ----------------------------------------------------------------------- | ---------------- | ---------------- | ------------------ |
|                            | Coalición de centroderecha                                              |                                                                         | Zaia Presidente (ZP)                                                    | 23,1             | 13               | Luca Zaia          |
|                            | Coalición de centroderecha                                              | Liga – Liga Véneta (Lega–LV)                                            | 17,8                                                                    | 10               |                  | Luca Zaia          |
|                            | Coalición de centroderecha                                              | Forza Italia (FI) (incl. UdC y LTV)                                     | 6,0                                                                     | 3                |                  | Luca Zaia          |
|                            | Coalición de centroderecha                                              | Hermanos de Italia (FdI)                                                | 2,6                                                                     | 1                |                  | Luca Zaia          |
|                            | Coalición de centroderecha                                              | Lista Véneta Autonomista (LVA)                                          | 2,7                                                                     | 1                |                  | Luca Zaia          |
|                            | Coalición de centroizquierda                                            |                                                                         | Partido Democrático (PD)                                                | 16,7             | 8                | Arturo Lorenzoni   |
|                            | Coalición de centroizquierda                                            | El Véneto que queremos (incl. Art.1, SI y Pos)                          | —                                                                       | —                |                  | Arturo Lorenzoni   |
|                            | Coalición de centroizquierda                                            | Más Véneto en Europa – Volt (+V–Volt)                                   | —                                                                       | —                |                  | Arturo Lorenzoni   |
|                            | Coalición de centroizquierda                                            | Europa Verde (EV) (incl. DemoS)                                         | —                                                                       | —                |                  | Arturo Lorenzoni   |
|                            | Coalición de centroizquierda                                            | Izquierda Véneta (SV)                                                   | —                                                                       | —                |                  | Arturo Lorenzoni   |
|                            | Movimiento 5 Estrellas (M5S)                                            | Movimiento 5 Estrellas (M5S)                                            | Movimiento 5 Estrellas (M5S)                                            | 10,4             | 5                | Enrico Cappelletti |
|                            | Partido de los Vénetos (PdV)                                            | Partido de los Vénetos (PdV)                                            | Partido de los Vénetos (PdV)                                            | 2,5              | –                | Antonio Guadagnini |
|                            | Solidaridad Ambiente Trabajo (SAL) (incl. PRC y PCI)                    | Solidaridad Ambiente Trabajo (SAL) (incl. PRC y PCI)                    | Solidaridad Ambiente Trabajo (SAL) (incl. PRC y PCI)                    | 0,8              | –                | Paolo Benvegnù     |
|                            | Daniela Sbrollini Presidente (IV – Lista Cívica por Véneto – PRI – PSI) | Daniela Sbrollini Presidente (IV – Lista Cívica por Véneto – PRI – PSI) | Daniela Sbrollini Presidente (IV – Lista Cívica por Véneto – PRI – PSI) | —                | —                | Daniela Sbrollini  |
|                            | Véneto Ecológico Solidario (VES) (incl. IiC)                            | Véneto Ecológico Solidario (VES) (incl. IiC)                            | Véneto Ecológico Solidario (VES) (incl. IiC)                            | —                | —                | Patrizia Bartelle  |
|                            | Véneto por las Autonomías (VpA)                                         | Véneto por las Autonomías (VpA)                                         | Véneto por las Autonomías (VpA)                                         | —                | —                | Simonetta Rubinato |
|                            | Movimiento 3V (M3V)                                                     | Movimiento 3V (M3V)                                                     | Movimiento 3V (M3V)                                                     | —                | —                | Paolo Girotto      |

## Encuestas

### Candidatos
Boca de urna
| Fecha             | Encuestadora | Tamaño de la muestra | Zaia        | Lorenzoni | Cappelletti | Sbrollini | Otros | Indecisos | Dif.  |           |         |         |   |   |      |
| ----------------- | ------------ | -------------------- | ----------- | --------- | ----------- | --------- | ----- | --------- | ----- | --------- | ------- | ------- | - | - | ---- |
| Fecha             | Encuestadora | Tamaño de la muestra | 21 Sep 2020 | Opinio    | –           | 72,0–76,0 | Otros | Indecisos | Dif.  | 16,0–20,0 | 3,0–5,0 | 0,0–2,0 | – | – | 56,0 |
| 21 Sep 2020       | Tecnè        | –                    | 71,5–75,5   | 16,0–20,0 | 2,0–6,0     | —         | –     | –         | 55,5  |           |         |         |   |   |      |
| 1–3 Sep 2020      | Ipsos        | 850                  | 74,0        | 16,3      | 4,9         | 1,0       | 3,8   | 8,8       | 57,7  |           |         |         |   |   |      |
| 27 Ago–1 Sep 2020 | Demos        | 610                  | 76,0        | 14,0      | —           | —         | 10,0  | 30,0      | 62,0  |           |         |         |   |   |      |
| 24 Ago–2 Sep 2020 | Noto         | —                    | 71–75       | 18–22     | 2–6         | —         | 1–5   | —         | 49–57 |           |         |         |   |   |      |
| 24 Ago 2020       | Tecnè        | 2.000                | 70–74       | 16–20     | 3–7         | 2–4       | 2–4   | —         | 50–58 |           |         |         |   |   |      |
| 19–20 Ago 2020    | Winpoll      | 1.008                | 76,8        | 15,5      | 3,8         | 1,1       | 2,8   | 18,0      | 61,3  |           |         |         |   |   |      |
| 30–31 Jul 2020    | Tecnè        | 1.000                | 70,0        | 18,0      | 6,0         | 4,0       | 2,0   | 17,7      | 52,0  |           |         |         |   |   |      |
| 24–25 Jun 2020    | Noto         | 1.000                | 70,0        | 18,0      | 7,0         | 2,0       | 3,0   | —         | 52,0  |           |         |         |   |   |      |

### Partidos
| Fecha             | Encuestados       | Tamaño de la muestra | Centroderecha | Centroderecha | Centroderecha | Centroderecha | Centroizquierda | Centroizquierda | Centroizquierda | Centroizquierda | Centroizquierda | M5S | IV  | PdV | Otros | Indecisos | Dif. |
| Fecha             | Encuestados       | Tamaño de la muestra | Zaia          | Lega          | FI            | FdI           | PD              | L               | +Eu             | EV              | Otro            | M5S | IV  | PdV | Otros | Indecisos | Dif. |
| ----------------- | ----------------- | -------------------- | ------------- | ------------- | ------------- | ------------- | --------------- | --------------- | --------------- | --------------- | --------------- | --- | --- | --- | ----- | --------- | ---- |
| Fecha             | Encuestados       | Tamaño de la muestra |               |               |               |               |                 |                 |                 |                 | Otro            |     |     |     | Otros | Indecisos | Dif. |
| 1–3 Sep 2020      | Ipsos             | 850                  | 34,5          | 23,5          | 3,5           | 8,8           | 15,1            | 0,7             | 0,3             | 0,9             | 1,4             | 5,2 | 1,3 | —   | 4,8   | 12,7      | 11,0 |
| 27 Ago–1 Sep 2020 | Demos             | 610                  | 44,0          | 14,0          | 4,0           | 9,0           | 13,0            | —               | —               | —               | 4,0             | —   | —   | —   | 12,0  | 35,0      | 30,0 |
| 19–20 Ago 2020    | Winpoll           | 1.008                | 33,6          | 26,8          | 3,3           | 10,3          | 10,7            | 3,0             | 0,9             | —               | 2,0             | 4,7 | 1,8 | —   | 2,9   | —         | 6,8  |
| 3–5 Ago 2020      | Fabbrica Politica | 500                  | 36,8          | 31,4          | 2,8           | 9,7           | 9,2             | 1,2             | 1,4             | 0,9             | —               | 1,9 | 0,5 | 3,8 | 0,4   | 34,0      | 5,4  |

## Resultados

Partido más votado por comune

|                                              |                                    |           |        |         |                             |                              |           |        |         |  |
| Candidatos                                   | Candidatos                         | Votos     | %      | Escaños | Partidos                    | Partidos                     | Votos     | %      | Escaños |  |
|                                              | Luca Zaia                          | 1.883.960 | 76,79  | 1       |                             |                              |           |        |         |  |
|                                              | Luca Zaia                          | 1.883.960 | 76,79  | 1       | Zaia Presidente             | 916.087                      | 44,57     | 23     |         |  |
|                                              | Luca Zaia                          | 1.883.960 | 76,79  | 1       | Liga Salvini – Liga Véneta  | 347.832                      | 16,92     | 9      |         |  |
|                                              | Luca Zaia                          | 1.883.960 | 76,79  | 1       | Hermanos de Italia          | 196.310                      | 9,55      | 5      |         |  |
|                                              | Luca Zaia                          | 1.883.960 | 76,79  | 1       | Forza Italia                | 73.244                       | 3,56      | 2      |         |  |
|                                              | Luca Zaia                          | 1.883.960 | 76,79  | 1       | Lista Véneta Autonomista    | 48.932                       | 2,38      | 1      |         |  |
| Total                                        | Total                              | 1.883.960 | 76,79  | 1       | 1.582.405                   | 77,00                        | 40        |        |         |  |
|                                              | Arturo Lorenzoni                   | 385.768   | 15,72  | 1       |                             |                              |           |        |         |  |
|                                              | Arturo Lorenzoni                   | 385.768   | 15,72  | 1       | Partido Democrático         | 244.881                      | 11,92     | 6      |         |  |
|                                              | Arturo Lorenzoni                   | 385.768   | 15,72  | 1       | El Véneto que queremos      | 41.275                       | 2,01      | 1      |         |  |
|                                              | Arturo Lorenzoni                   | 385.768   | 15,72  | 1       | Europa Verde                | 34.647                       | 1,69      | 1      |         |  |
|                                              | Arturo Lorenzoni                   | 385.768   | 15,72  | 1       | Más Véneto en Europa – Volt | 14.246                       | 0,69      | –      |         |  |
|                                              | Arturo Lorenzoni                   | 385.768   | 15,72  | 1       | Izquierda Véneta            | 2.405                        | 0,12      | –      |         |  |
| Total                                        | Total                              | 385.768   | 15,72  | 1       | 337.454                     | 16,42                        | 8         |        |         |  |
|                                              | Enrico Cappelletti                 | 79.662    | 3,25   | –       |                             | Movimiento 5 Estrellas       | 55.281    | 2,69   | 1       |  |
|                                              | Paolo Girotto                      | 21.679    | 0,88   | –       |                             | Movimiento 3V                | 14.916    | 0,73   | –       |  |
|                                              | Antonio Guadagnini                 | 20.502    | 0,84   | –       |                             | Partido de los Vénetos       | 19.756    | 0,96   | –       |  |
|                                              | Paolo Benvegnù                     | 18.529    | 0,76   | –       |                             | Solidaridad Ambiente Trabajo | 11.846    | 0,58   | –       |  |
|                                              | Daniela Sbrollini                  | 15.198    | 0,62   | –       |                             | Italia Viva – PSI – PRI      | 12.426    | 0,60   | –       |  |
|                                              | Patrizia Bertelle                  | 14.518    | 0,59   | –       |                             | Véneto Ecológico Solidario   | 9.061     | 0.44   | –       |  |
|                                              | Simonetta Rubinato                 | 13.703    | 0,56   | –       |                             | Véneto por las Autonomías    | 12.028    | 0,59   | –       |  |
|                                              |                                    |           |        |         |                             |                              |           |        |         |  |
| Votos en blanco y nulos                      | Votos en blanco y nulos            | 69.402    | 2,75   |         |                             |                              |           |        |         |  |
| Total candidatos                             | Total candidatos                   | 2.453.518 | 100,00 | 2       | Total partidos              | Total partidos               | 2.055.173 | 100,00 | 49      |  |
| Votantes registrados/participación           | Votantes registrados/participación | 4.126.114 | 61,15  |         |                             |                              |           |        |         |  |
| Fuente: Ministerio del Interior – Resultados |                                    |           |        |         |                             |                              |           |        |         |  |

| \| Voto Popular \| Voto Popular \| Voto Popular \| Voto Popular \| Voto Popular \| \| ------------ \| ------------ \| ------------ \| ------------ \| ------------ \| \| \| \| \| \| \| \| Zaia \| Zaia \| \| 44.57 % \| 44.57 % \| \| Lega \| Lega \| \| 16.92 % \| 16.92 % \| \| PD \| PD \| \| 11.92 % \| 11.92 % \| \| FdI \| FdI \| \| 9.55 % \| 9.55 % \| \| FI \| FI \| \| 3.56 % \| 3.56 % \| \| M5S \| M5S \| \| 2.69 % \| 2.69 % \| \| LVA \| LVA \| \| 2.38 % \| 2.38 % \| \| VCV \| VCV \| \| 2.01 % \| 2.01 % \| \| EV \| EV \| \| 1.69 % \| 1.69 % \| \| Otros \| Otros \| \| 4.71 % \| 4.71 % \| |       |  |         |         |
| Voto Popular |       |  |         |         |
| |       |  |         |         |
| Zaia | Zaia  |  | 44.57 % | 44.57 % |
| Lega | Lega  |  | 16.92 % | 16.92 % |
| PD | PD    |  | 11.92 % | 11.92 % |
| FdI | FdI   |  | 9.55 %  | 9.55 %  |
| FI | FI    |  | 3.56 %  | 3.56 %  |
| M5S | M5S   |  | 2.69 %  | 2.69 %  |
| LVA | LVA   |  | 2.38 %  | 2.38 %  |
| VCV | VCV   |  | 2.01 %  | 2.01 %  |
| EV | EV    |  | 1.69 %  | 1.69 %  |
| Otros | Otros |  | 4.71 %  | 4.71 %  |

| \| Presidente \| Presidente \| Presidente \| Presidente \| Presidente \| \| ----------- \| ----------- \| ---------- \| ---------- \| ---------- \| \| \| \| \| \| \| \| Zaia \| Zaia \| \| 76.79 % \| 76.79 % \| \| Lorenzoni \| Lorenzoni \| \| 15.72 % \| 15.72 % \| \| Cappelletti \| Cappelletti \| \| 3.25 % \| 3.25 % \| \| Otros \| Otros \| \| 4.24 % \| 4.24 % \| |             |  |         |         |
| Presidente |             |  |         |         |
| |             |  |         |         |
| Zaia | Zaia        |  | 76.79 % | 76.79 % |
| Lorenzoni | Lorenzoni   |  | 15.72 % | 15.72 % |
| Cappelletti | Cappelletti |  | 3.25 %  | 3.25 %  |
| Otros | Otros       |  | 4.24 %  | 4.24 %  |

| \| Porcentaje de escaños \| Porcentaje de escaños \| Porcentaje de escaños \| Porcentaje de escaños \| Porcentaje de escaños \| \| --------------------- \| --------------------- \| --------------------- \| --------------------- \| --------------------- \| \| \| \| \| \| \| \| Centroderecha \| Centroderecha \| \| 82.35 % \| 82.35 % \| \| Centroizquierda \| Centroizquierda \| \| 17.65 % \| 17.65 % \| |                 |  |         |         |
| Porcentaje de escaños |                 |  |         |         |
| |                 |  |         |         |
| Centroderecha | Centroderecha   |  | 82.35 % | 82.35 % |
| Centroizquierda | Centroizquierda |  | 17.65 % | 17.65 % |

### Resultados por provincia y ciudad capital
| Provincia | Luca Zaia       | Arturo Lorenzoni | Otros         |               |             |
| --------- | --------------- | ---------------- | ------------- | ------------- | ----------- |
| Provincia | Belluno         | 75.710 77,39%    | Otros         | 15.456 15,80% | 9.663 6,81% |
| Padua     | 364.551 74,82%  | 88.046 18,07%    | 34.617 7,11%  |               |             |
| Rovigo    | 88.691 76,38%   | 19.045 16,40%    | 8.377 7,22%   |               |             |
| Treviso   | 351.419 79,03%  | 59.222 13,32%    | 34.052 7,65%  |               |             |
| Venecia   | 314.52474,28%   | 71.692 16,93%    | 37.207 8,79%  |               |             |
| Verona    | 345.38478,41%   | 64.015 14,53%    | 31.058 6,06%  |               |             |
| Vicenza   | 343.68077,44%   | 68.292 15,39%    | 31.817 7,17%  |               |             |
|           |                 |                  |               |               |             |
| Total     | 1.883.96076,79% | 385.768 15,72%   | 183.791 7,49% |               |             |

| Ciudad  | Luca Zaia     | Arturo Lorenzoni | Otros        |              |             |
| ------- | ------------- | ---------------- | ------------ | ------------ | ----------- |
| Ciudad  | Belluno       | 11.880 69,99%    | Otros        | 3.809 22,44% | 1.284 7,57% |
| Padua   | 60.421 60,43% | 32.301 32,31%    | 7.260 7,24%  |              |             |
| Rovigo  | 17.499 70,46% | 5.348 21,53%     | 1.990 8,01%  |              |             |
| Treviso | 27.799 68,97% | 9.147 22,70%     | 3.358 8,33%  |              |             |
| Venecia | 82.587 66,96% | 29.400 23,84%    | 11.343 9,20% |              |             |
| Verona  | 82.193 69,78% | 25.622 21,75%    | 9.977 8,47%  |              |             |
| Vicenza | 34.163 67,31% | 12.251 24,14%    | 4.339 8,55%  |              |             |

### Participación
| Región | Hora       | Hora       | Hora       | Hora     |
| Región | Domingo 20 | Domingo 20 | Domingo 20 | Lunes 21 |
| Región | 12:00      | 19:00      | 23:00      | 15:00    |
| --- | ---------- | ---------- | ---------- | -------- |
| Véneto | 14,73%     | 35,55%     | 46,13%     | 61,15%   |
| Provincia | Hora       | Hora       | Hora       | Hora     |
| Provincia | Domingo 20 | Domingo 20 | Domingo 20 | Lunes 21 |
| Provincia | 12:00      | 19:00      | 23:00      | 15:00    |
| Belluno | 11,45%     | 26,94%     | 34,91%     | 47,84%   |
| Padua | 15,78%     | 38,38%     | 49,50%     | 65,45%   |
| Rovigo | 14,79%     | 34,73%     | 44,66%     | 59,88%   |
| Treviso | 14,07%     | 33,68%     | 44,15%     | 58,27%   |
| Venecia | 15,27%     | 36,49%     | 46,73%     | 62,52%   |
| Verona | 14,59%     | 35,61%     | 46,91%     | 61,96%   |
| Vicenza | 14,92%     | 36,36%     | 46,98%     | 61,80%   |
| Fuente: Ministerio del Interior – Participación (enlace roto disponible en Internet Archive; véase el historial, la primera versión y la última). |            |            |            |          |